# Evolvulus arizonicus
Evolvulus arizonicus är en vindeväxtart som beskrevs av Asa Gray. Evolvulus arizonicus ingår i släktet Evolvulus och familjen vindeväxter. Inga underarter finns listade i Catalogue of Life.

## Bildgalleri

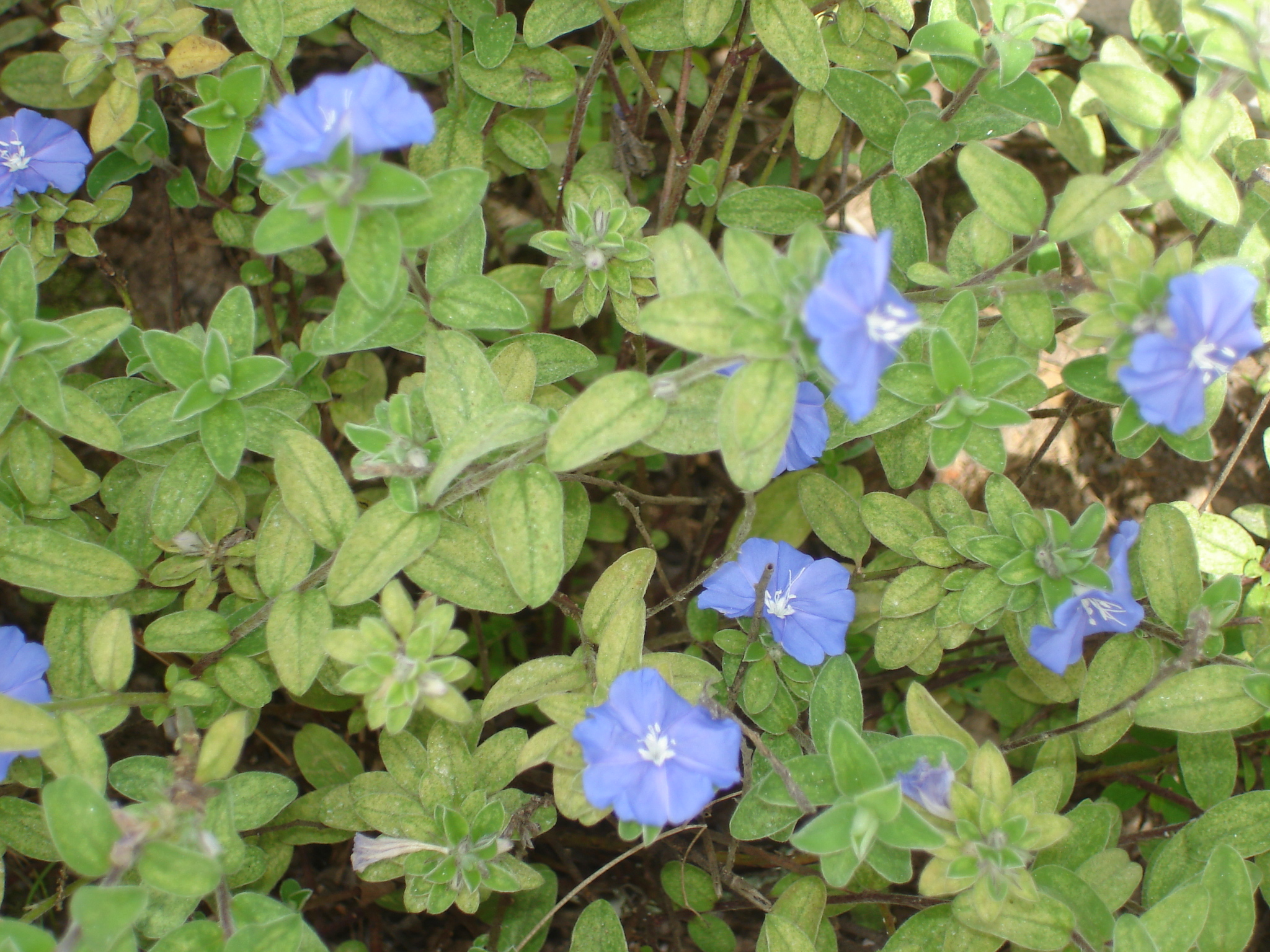
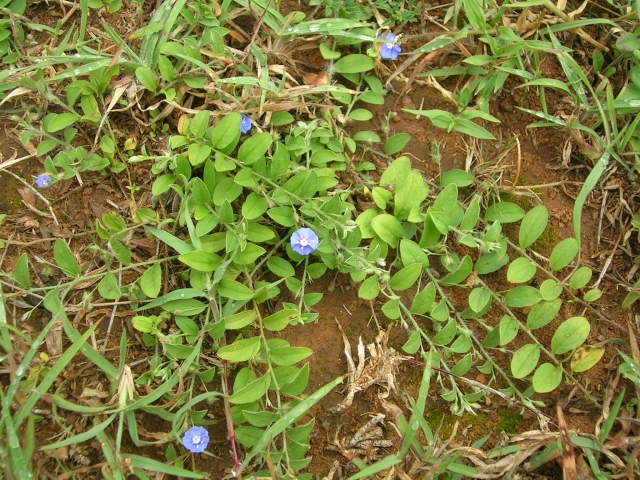
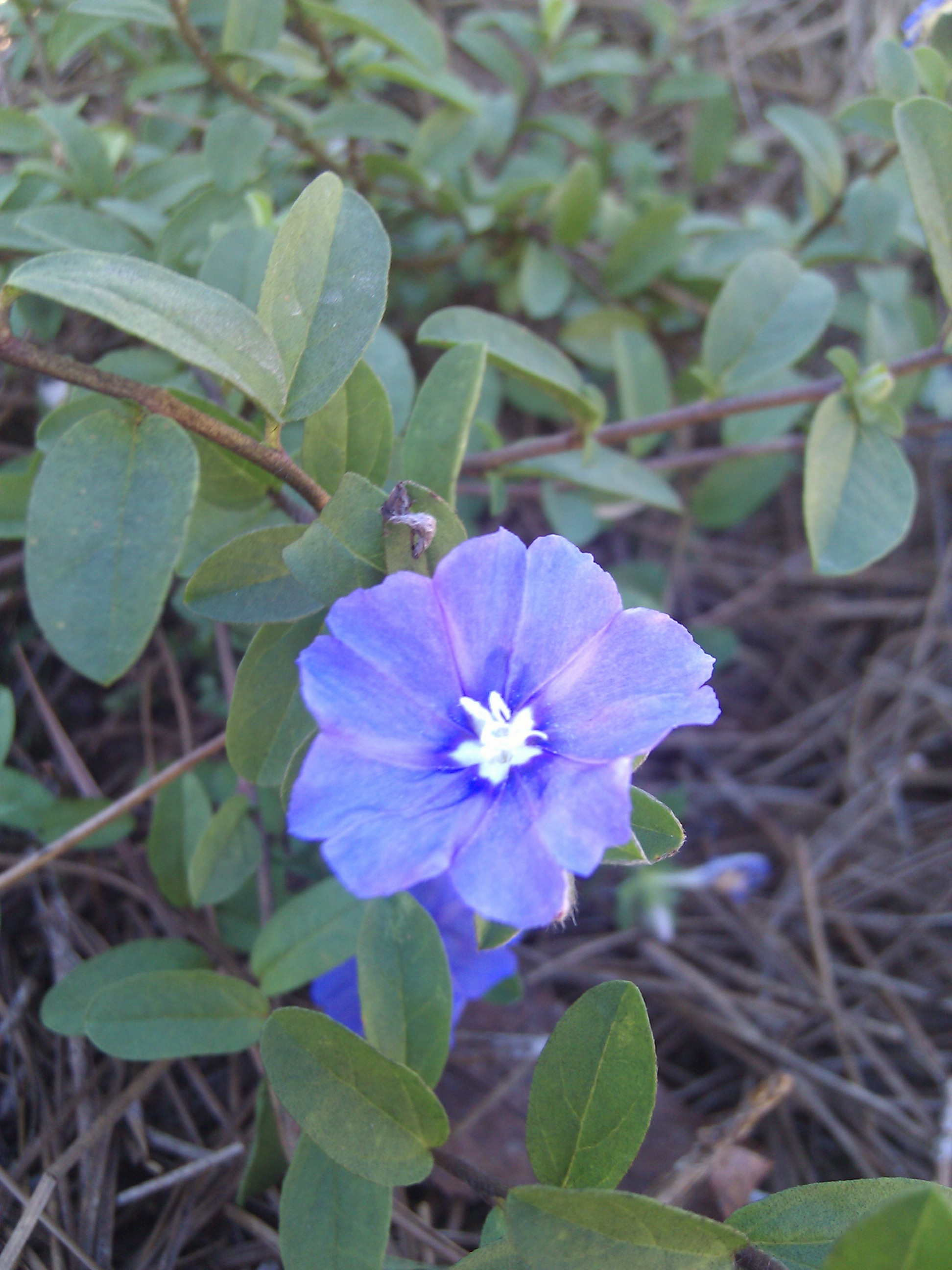
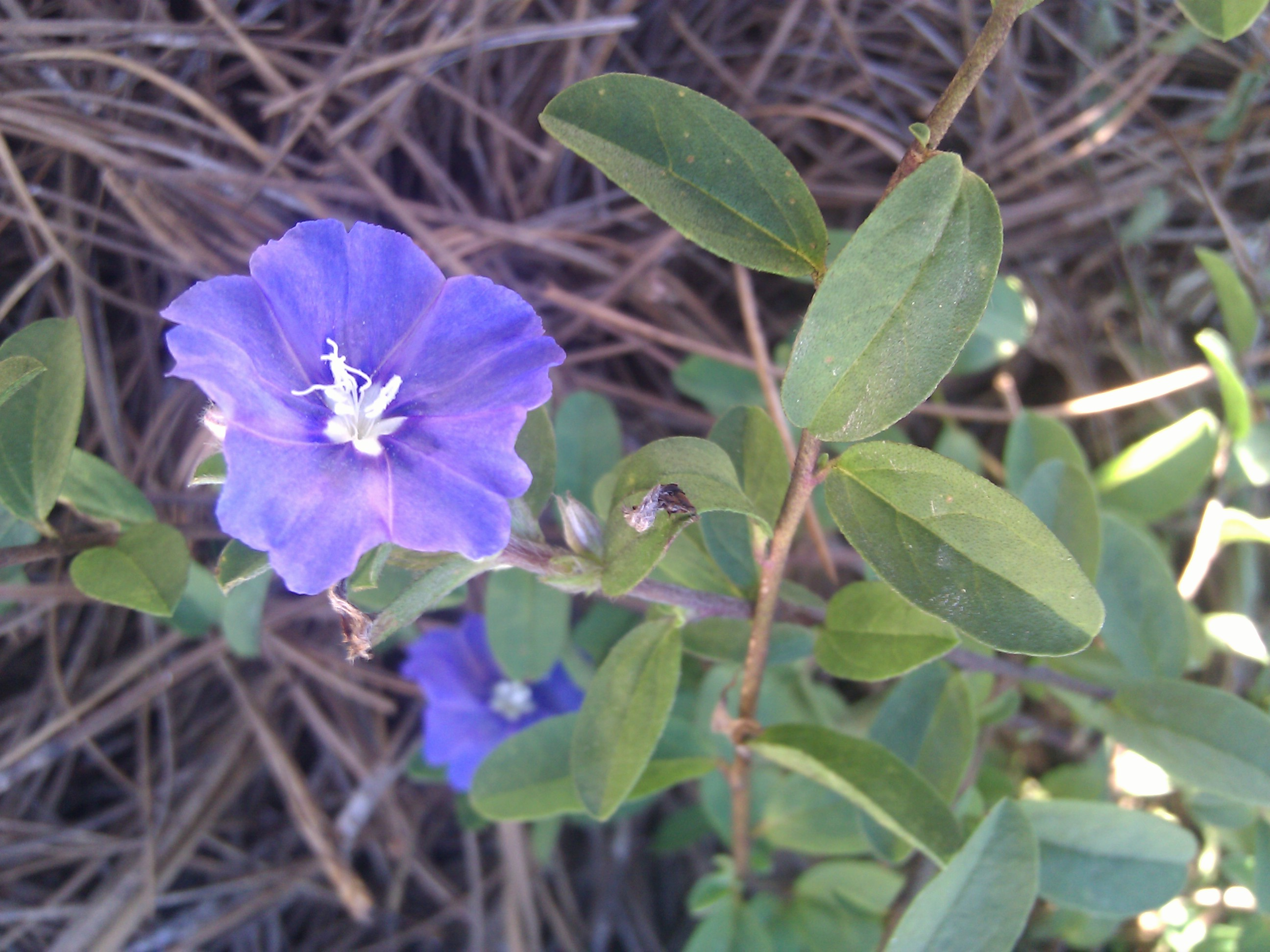